# Polska na Letniej Uniwersjadzie 2017
Polska na Letniej Uniwersjadzie 2017 liczyła 180 zawodników w 13 dyscyplinach w 150 konkurencjach. Zdobyła 25 medali, zajmując jedenastą pozycję w tabeli medalowej, a ósme w punktowej.

## Medale
| Medal | Zawodnik | Sport         | Konkurencja               | Data                |
| ----- | --- | ------------- | ------------------------- | ------------------- |
|       | Aleksandra Zamachowska                                                                                      | Szermierka    | Szpada indywidualnie      | 24 sierpnia(dts) br |
|       | Paweł Fajdek                                                                                                | Lekkoatletyka | Rzut młotem               | 24 sierpnia(dts) br |
|       | Małgorzata Hołub                                                                                            | Lekkoatletyka | Bieg na 400 metrów        | 25 sierpnia(dts) br |
|       | Marcelina Witek                                                                                             | Lekkoatletyka | Rzut oszczepem            | 25 sierpnia(dts) br |
|       | Malwina Kopron                                                                                              | Lekkoatletyka | Rzut młotem               | 26 sierpnia(dts) br |
|       | Krystian Zalewski                                                                                           | Lekkoatletyka | 3000 m z przeszkodami     | 27 sierpnia(dts) br |
|       | Małgorzata Hołub Iga Baumgart Patrycja Wyciszkiewicz Justyna Święty Aleksandra Gaworska* Martyna Dąbrowska* | Lekkoatletyka | Sztafeta 4 × 400 metrów   | 27 sierpnia(dts) br |
|       | Kamila Pytka                                                                                                | Szermierka    | Szpada indywidualnie      | 20 sierpnia(dts) br |
|       | Kacper Majchrzak                                                                                            | Pływanie      | 200 m stylem dowolnym     | 22 sierpnia(dts) br |
|       | Konrad Bukowiecki                                                                                           | Lekkoatletyka | Pchnięcie kulą            | 23 sierpnia(dts) br |
|       | Aleksandra Kowalczuk                                                                                        | Taekwondo     | +73 kg                    | 24 sierpnia(dts) br |
|       | Kacper Majchrzak                                                                                            | Pływanie      | 100 m stylem dowolnym     | 24 sierpnia(dts) br |
|       | Joanna Linkiewicz                                                                                           | Lekkoatletyka | 400 m przez płotki        | 25 sierpnia(dts) br |
|       | Patrycja Adamkiewicz Aleksandra Krzemieniecka Magdalena Leporowska Hanna Okoniewska                         | Taekwondo     | Kyorugi drużynowo         | 24 sierpnia(dts) br |
|       | Klaudia Kardasz                                                                                             | Lekkoatletyka | Pchnięcie kulą            | 27 sierpnia(dts) br |
|       | Kamila Ciba Agata Forkasiewicz Małgorzata Kołdej Karolina Zagajewska Ewa Ochocka*                           | Lekkoatletyka | Sztafeta 4 × 100 metrów   | 27 sierpnia(dts) br |
|       | Filip Broniszewski                                                                                          | Szermierka    | Szpada indywidualnie      | 21 sierpnia(dts) br |
|       | Kamila Pytka Barbara Rutz Martyna Swatowska Aleksandra Zamachowska                                          | Szermierka    | Szpada drużynowo          | 23 sierpnia(dts) br |
|       | Julia Chrzanowska Martyna Jelińska Hanna Łyczbińska Julia Walczyk                                           | Szermierka    | Floret drużynowo          | 24 sierpnia(dts) br |
|       | Bartosz Kołecki                                                                                             | Taekwondo     | −87 kg                    | 25 sierpnia(dts) br |
|       | Rafał Omelko                                                                                                | Lekkoatletyka | Bieg na 400 metrów        | 25 sierpnia(dts) br |
|       | Joanna Fiodorow                                                                                             | Lekkoatletyka | Rzut młotem               | 26 sierpnia(dts) br |
|       | Krzysztof Pielowski                                                                                         | Pływanie      | 10 km na otwartym akwenie | 27 sierpnia(dts) br |
|       | Damian Czykier                                                                                              | Lekkoatletyka | 110 m przez płotki        | 27 sierpnia(dts) br |
|       | Paulina Guba                                                                                                | Lekkoatletyka | Pchnięcie kulą            | 27 sierpnia(dts) br |

*Biegały w eliminacjach

## Badminton
Mężczyźni
| Zawodnik                                | 1/64 finału | 1/32 finału                        | 1/16 finału             | 1/8 finału              | Ćwierćfinał             | Półfinał                | Finał                   | Pozycja |
| --------------------------------------- | ----------- | ---------------------------------- | ----------------------- | ----------------------- | ----------------------- | ----------------------- | ----------------------- | ------- |
| Mateusz Biernacki                       | Wolny los   | Igarashi 0–2                       | Nie zakwalifikował się  | Nie zakwalifikował się  | Nie zakwalifikował się  | Nie zakwalifikował się  | Nie zakwalifikował się  | 47.     |
| Krzysztof Jakowczuk                     | Wolny los   | Hsu 0–2                            | Nie zakwalifikował się  | Nie zakwalifikował się  | Nie zakwalifikował się  | Nie zakwalifikował się  | Nie zakwalifikował się  | 64.     |
| Mateusz Świerczyński                    | Ngo 1–2     | Nie zakwalifikował się             | Nie zakwalifikował się  | Nie zakwalifikował się  | Nie zakwalifikował się  | Nie zakwalifikował się  | Nie zakwalifikował się  | 71.     |
| Mateusz Biernacki Przemysław Szydłowski | –           | Weerasuriya / Galbada Liyanage 2–0 | Tamate / Mitsuhashi 0–2 | Nie zakwalifikowali się | Nie zakwalifikowali się | Nie zakwalifikowali się | Nie zakwalifikowali się | 22.     |

Kobiety
| Zawodniczka                      | 1/32 finału       | 1/16 finału             | 1/8 finału                               | Ćwierćfinał             | Półfinał                | Finał                   | Pozycja |
| -------------------------------- | ----------------- | ----------------------- | ---------------------------------------- | ----------------------- | ----------------------- | ----------------------- | ------- |
| Joanna Stanisz                   | Lee 0–2           | Nie zakwalifikowała się | Nie zakwalifikowała się                  | Nie zakwalifikowała się | Nie zakwalifikowała się | Nie zakwalifikowała się | 55.     |
| Magdalena Witek Kornelia Marczak | Garin / Ochoa 2–0 | Lim / Sun 2–0           | Chumnibannakarn / Chatupornkarnchana 0–2 | Nie zakwalifikowały się | Nie zakwalifikowały się | Nie zakwalifikowały się | 11.     |

Mikst
| Zawodnik                              | 1/32 finału          | 1/16 finału                | 1/8 finału                         | Ćwierćfinał             | Półfinał                | Finał                   | Pozycja |
| ------------------------------------- | -------------------- | -------------------------- | ---------------------------------- | ----------------------- | ----------------------- | ----------------------- | ------- |
| Krzysztof Jakowczuk Kornelia Marczak  | Flis / Stankovič 2–0 | Bohara / Giri 2–0          | Wang / Lee 0–2                     | Nie zakwalifikowali się | Nie zakwalifikowali się | Nie zakwalifikowali się | 9.      |
| Przemysław Szydłowski Magdalena Witek | Chavez / Pechera 2–1 | Kuzniecow / Jewgienowa 2–0 | Primarahmanto Puter / Mahmudin 0–2 | Nie zakwalifikowali się | Nie zakwalifikowali się | Nie zakwalifikowali się | 14.     |

Drużynowo
| Zawodnik | Faza grupowa                                    | Faza grupowa                                                                                     | o miejsca 9-16                                                                                       | o miejsca 9-12                                                          | o miejsce 9 | Pozycja |
| --- | ----------------------------------------------- | ------------------------------------------------------------------------------------------------ | --- | ----------------------------------------------------------------------- | --- | ------- |
| Mateusz Biernacki Krzysztof Jakowczuk Kornelia Marczak Joanna Stanisz Przemysław Szydłowski Mateusz Świerczyński Magdalena Witek | Bhutan · Khando · Rai · Yangchen · Wangmo · 5–0 | Japonia · Kashihara · Kato · Kawabata · Mitsuhashi · Miyaura · Nishimoto · Ozeki · Shimoda · 0–5 | Sri Lanka · Ambegoda · Galbada Liyanage · Hendahewa · Manimel Wadu · Sirimannage · Weerasuriya · 3–1 | Australia · D. Fan · S. Fan · Ho · Lam · Selladurai · Tam · Vuong · 3–0 | Indonezja · Baariq · Budiharti · Dhanriano · Mahmudin · Primarahmanto Puter · Salsabila · Sudrajat · Surya · 0–3 | 10.     |

## Judo
Mężczyźni
| Zawodnik | Konkurencja | 1/16 finału     | 1/8 finału                                                           | Ćwierćfinał                                                            | Półfinał | Repasaże      | Repasaże              | Repasaże                                        | Finał / 3. miejsce                                                                         | Pozycja |
| --- | ----------- | --------------- | -------------------------------------------------------------------- | ---------------------------------------------------------------------- | -------- | ------------- | --------------------- | ----------------------------------------------- | ------------------------------------------------------------------------------------------ | ------- |
| Adrian Wala | –60 kg      | Zaparita 10–0   | Yang 0–10                                                            | –                                                                      | –        | Leranoz 1–0   | Rahima 0–10           | –                                               | Nie zakwalifikował się                                                                     | –       |
| Patryk Wawrzyczek                                                                                                  | –66 kg      | Lutfillaev 0–0  | van Harten 0–0                                                       | –                                                                      | –        | –             | –                     | –                                               | Nie zakwalifikował się                                                                     | –       |
| Wiktor Mrówczyński                                                                                                 | –73 kg      | Merheb 11–0     | Vəliyev 0–1                                                          | –                                                                      | –        | Amandeep 10–0 | Szajmierdienow 0–1    | –                                               | Nie zakwalifikował się                                                                     | –       |
| Jakub Kubieniec | –81 kg      | Droux 11–1      | Lee 0–10                                                             | –                                                                      | –        | Czerkaj 1–0   | Mikuckis 12–0         | Gutsche 0–10                                    | Nie zakwalifikował się                                                                     | 7.      |
| Patryk Ciechomski                                                                                                  | –90 kg      | Salvador 2–0    | Gwak 0–2                                                             | –                                                                      | –        | Beljić 1–0    | Dūda 0–1              | –                                               | Nie zakwalifikował się                                                                     | –       |
| Tomasz Domański | –100 kg     | Hadolin 11–0    | El Chaer 10–0                                                        | Iida 0–11                                                              | –        | Kumrić 1–0    | Gouveia de Souza 11–0 | Biłałow 0–12                                    | Nie zakwalifikował się                                                                     | 5.      |
| Kamil Grabowski | +100 kg     | Bołdpuriew 10–0 | Ju 1–10                                                              | –                                                                      | –        | –             | Bouhbal 12–0          | Ouchani 3–0                                     | Braczew 0–10                                                                               | 5.      |
| Kamil Grabowski | open        | Orazbajew 0–1   | –                                                                    | –                                                                      | –        | –             | –                     | –                                               | Nie zakwalifikował się                                                                     | –       |
| Patryk Ciechomski Tomasz Domański Kamil Grabowski Jakub Kubieniec Wiktor Mrówczyński Adrian Wala Patryk Wawrzyczek | drużynowo   | Wolny los       | Algieria · Bennaceur · Bougueroua · Kacimi · Ladj · Mechemache · 3–2 | Rosja · Abdulżaliłow · Braczew · Edijew · Łappinagow · Retinskij · 0–5 | –        | –             | –                     | Estonia · Duran · Kuusik · Mettis · Seppa · 5–0 | Brazylia · Fuzita · Isquierdo da Silva · Kanemoto das Neves · Silva Assis · Taranto Panini | 5.      |

Kobiety
| Zawodniczka                                                   | Konkurencja | 1/16 finału     | 1/8 finału                                                        | Ćwierćfinał       | Półfinał | Repasaże      | Repasaże          | Repasaże            | Finał                   | Pozycja |
| ------------------------------------------------------------- | ----------- | --------------- | ----------------------------------------------------------------- | ----------------- | -------- | ------------- | ----------------- | ------------------- | ----------------------- | ------- |
| Joanna Stankiewicz                                            | –48 kg      | Awitan 10–0     | Jeong 0–10                                                        | –                 | –        | –             | Zegers 10–0       | Galbadrakh 0–11     | Nie zakwalifikowała się | 7.      |
| Arleta Podolak                                                | –57 kg      | Karasajkizi 1–0 | Keliger 1–10                                                      | –                 | –        | –             | –                 | –                   | Nie zakwalifikowała się | –       |
| Urszula Hofman                                                | –70 kg      | –               | Podelenczki 1–0                                                   | Chianca Timo 0–10 | –        | Paissoni 0–10 | –                 | –                   | Nie zakwalifikowała się | –       |
| Paula Kułaga                                                  | –78 kg      | –               | Babincewa 0–10                                                    | –                 | –        | –             | Marín Flórez 11–0 | Ziech 0–1           | Nie zakwalifikowała się | 7.      |
| Anna Załęczna                                                 | +78 kg      | Šutalo 0–2      | –                                                                 | –                 | –        | –             | –                 | –                   | Nie zakwalifikowała się | –       |
| Anna Załęczna                                                 | open        | –               | Tsai 12–0                                                         | Gasparian 0–10    | –        | –             | Erdenebileg 11–0  | Jacinto Daniel 0–11 | Nie zakwalifikowała się | 7.      |
| Urszula Hofman Paula Kułaga Arleta Podolak Joanna Stankiewicz | drużynowo   | Wolny los       | Chorwacja · Babić · Blagojević · Matijević · Šikić · Šutalo · 0–5 | –                 | –        | –             | –                 | –                   | Nie zakwalifikowały się | –       |

## Koszykówka
Kobiety
| Reprezentacja | Faza grupowa | Faza grupowa             | Faza grupowa | o miejsca 9-16  | o miejsca 13-16        | o 13 miejsce | Pozycja |
| ------------- | ------------ | ------------------------ | ------------ | --------------- | ---------------------- | ------------ | ------- |
| Polska        | Czechy 52–57 | Stany Zjednoczone 53–102 | Uganda 88–57 | Argentyna 66–70 | Korea Południowa 79–56 | Chile 66–52  | 13.     |

| Numer | Zawodniczka         |
| ----- | ------------------- |
| 1     | Agata Stępień       |
| 2     | Amalia Rembiszewska |
| 4     | Zuzanna Sklepowicz  |
| 5     | Sylwia Bujniak      |
| 6     | Jowita Ossowska     |
| 7     | Monika Naczk        |
| 8     | Daria Marciniak     |
| 9     | Kamila Podgórna     |
| 11    | Magdalena Pisera    |
| 12    | Magdalena Szajtauer |
| 14    | Karolina Poboży     |
| 15    | Beata Jaworska      |

## Lekkoatletyka
Mężczyźni
| Zawodnik                                                            | Konkurencja           | Eliminacje (I runda) | Eliminacje (I runda) | Eliminacje             | Eliminacje             | Półfinał               | Półfinał               | Finał                   | Finał                   |
| Zawodnik                                                            | Konkurencja           | Wynik                | Pozycja              | Wynik                  | Pozycja                | Wynik                  | Pozycja                | Wynik                   | Pozycja                 |
| ------------------------------------------------------------------- | --------------------- | -------------------- | -------------------- | ---------------------- | ---------------------- | ---------------------- | ---------------------- | ----------------------- | ----------------------- |
| Eryk Hampel                                                         | 100 m                 | 10,76                | 43. Q                | 10,74                  | 26.                    | Nie zakwalifikował się | Nie zakwalifikował się | Nie zakwalifikował się  | Nie zakwalifikował się  |
| Przemysław Słowikowski                                              | 100 m                 | 10,65                | 35.                  | Nie zakwalifikował się | Nie zakwalifikował się | Nie zakwalifikował się | Nie zakwalifikował się | Nie zakwalifikował się  | Nie zakwalifikował się  |
| Piotr Mitka                                                         | 200 m                 | –                    | –                    | 21,68                  | 25.                    | Nie zakwalifikował się | Nie zakwalifikował się | Nie zakwalifikował się  | Nie zakwalifikował się  |
| Artur Zaczek                                                        | 200 m                 | –                    | –                    | 21,48                  | 18. Q                  | 21,64                  | 18.                    | Nie zakwalifikował się  | Nie zakwalifikował się  |
| Rafał Omelko                                                        | 400 m                 | –                    | –                    | 46,77                  | 1. Q                   | 46,73                  | 10. Q                  | 45,56                   | brąz                    |
| Kajetan Duszyński                                                   | 400 m                 | –                    | –                    | 47,57                  | 16. Q                  | 46,30                  | 4. Q                   | 46,50                   | 4.                      |
| Artur Kuciapski                                                     | 800 m                 | –                    | –                    | 1:52,44                | 28. Q                  | 1:48,36                | 4. Q                   | 1:47,69                 | 5.                      |
| Michał Rozmys                                                       | 800 m                 | –                    | –                    | 1:51,08                | 9. Q                   | 1:48,71                | 7.                     | Nie zakwalifikował się  | Nie zakwalifikował się  |
| Mateusz Borkowski                                                   | 1500 m                | –                    | –                    | 3:45,29                | 6. q                   | –                      | –                      | 3:50,99                 | 12.                     |
| Grzegorz Kalinowski                                                 | 1500 m                | –                    | –                    | 3:49,14                | 17. Q                  | –                      | –                      | 3:44,57                 | 4.                      |
| Krystian Zalewski                                                   | 3000 m z przeszkodami | –                    | –                    | –                      | –                      | –                      | –                      | 8:35,88                 | złoto                   |
| Damian Czykier                                                      | 110 m przez płotki    | –                    | –                    | 14,30                  | 13. Q                  | 13,57                  | 1. Q                   | 13,56                   | brąz                    |
| Patryk Dobek                                                        | 400 m przez płotki    | –                    | –                    | 50,14                  | 2. Q                   | 49,77                  | 6. Q                   | 49,51                   | 5.                      |
| Eryk Hampel Przemysław Słowikowski Artur Zaczek Grzegorz Zimniewicz | 4 × 100 m             | –                    | –                    | Zdyskwalifikowani      | Zdyskwalifikowani      | –                      | –                      | Nie zakwalifikował się  | Nie zakwalifikował się  |
| Andrzej Jaros Dariusz Kowaluk Rafał Omelko Michał Pietrzak          | 4 × 400 m             | –                    | –                    | Nie ukończyli          | Nie ukończyli          | –                      | –                      | Nie zakwalifikowali się | Nie zakwalifikowali się |

| Zawodnik          | Konkurencja    | Kwalifikacje      | Kwalifikacje      | Finał                  | Finał                  |
| Zawodnik          | Konkurencja    | Wynik             | Pozycja           | Wynik                  | Pozycja                |
| ----------------- | -------------- | ----------------- | ----------------- | ---------------------- | ---------------------- |
| Norbert Kobielski | skok wzwyż     | 2,15              | 1. q              | 2,15                   | 10.                    |
| Mateusz Jerzy     | skok o tyczce  | Niesklasyfikowany | Niesklasyfikowany | Nie zakwalifikował się | Nie zakwalifikował się |
| Robert Sobera     | skok o tyczce  | Niesklasyfikowany | Niesklasyfikowany | Nie zakwalifikował się | Nie zakwalifikował się |
| Konrad Bukowiecki | pchnięcie kulą | 19,95             | 3. Q              | 20,16                  | srebro                 |
| Jakub Szyszkowski | pchnięcie kulą | 19,98             | 2. Q              | 19,87                  | 5.                     |
| Bartłomiej Stój   | rzut dyskiem   | Niesklasyfikowany | Niesklasyfikowany | Nie zakwalifikował się | Nie zakwalifikował się |
| Paweł Fajdek      | rzut młotem    | 67,97             | 7. Q              | 79,16                  | złoto                  |
| Hubert Chmielak   | rzut oszczepem | 66,50             | 23.               | Nie zakwalifikował się | Nie zakwalifikował się |
| Marcin Krukowski  | rzut oszczepem | 77,28             | 5. Q              | 79,38                  | 5.                     |

Kobiety
| Zawodniczka                                                                                               | Konkurencja           | Preeliminacje | Preeliminacje | Eliminacje | Eliminacje | Półfinał                | Półfinał                | Finał                   | Finał                   |
| Zawodniczka                                                                                               | Konkurencja           | Wynik         | Pozycja       | Wynik      | Pozycja    | Wynik                   | Pozycja                 | Wynik                   | Pozycja                 |
| --- | --------------------- | ------------- | ------------- | ---------- | ---------- | ----------------------- | ----------------------- | ----------------------- | ----------------------- |
| Kamila Ciba                                                                                               | 100 m                 | 11,86         | 18. Q         | 12,04      | 29.        | Nie zakwalifikowała się | Nie zakwalifikowała się | Nie zakwalifikowała się | Nie zakwalifikowała się |
| Karolina Zagajewska                                                                                       | 100 m                 | 11,66         | 8. Q          | 11,82      | 16. q      | 11,97                   | 15.                     | Nie zakwalifikowała się | Nie zakwalifikowała się |
| Agata Forkasiewicz                                                                                        | 200 m                 | –             | –             | 23,68      | 2. Q       | 24,10                   | 12.                     | Nie zakwalifikowała się | Nie zakwalifikowała się |
| Małgorzata Kołdej                                                                                         | 200 m                 | –             | –             | 24,13      | 13. Q      | 24,43                   | 18.                     | Nie zakwalifikowała się | Nie zakwalifikowała się |
| Iga Baumgart                                                                                              | 400 m                 | –             | –             | 54,35      | 11. Q      | 52,25                   | 5. q                    | 52,46                   | 6.                      |
| Małgorzata Hołub                                                                                          | 400 m                 | –             | –             | 54,49      | 14. Q      | 51,88                   | 1. Q                    | 51,76                   | złoto                   |
| Paulina Mikiewicz-Łapińska                                                                                | 800 m                 | –             | –             | 2:11,43    | 19. Q      | 2:03,21                 | 6. q                    | 2:04,19                 | 7.                      |
| Martyna Galant                                                                                            | 1500 m                | –             | –             | 4:19,31    | 5. Q       | –                       | –                       | 4:20,90                 | 4.                      |
| Paulina Kaczyńska                                                                                         | 5000 m                | –             | –             | –          | –          | –                       | –                       | 15:58,48                | 5.                      |
| Matylda Kowal                                                                                             | 3000 m z przeszkodami | –             | –             | –          | –          | –                       | –                       | 10:23,47                | 10.                     |
| Karolina Kołeczek                                                                                         | 100 m przez płotki    | –             | –             | 13,42      | 3. Q       | 13,48                   | 5. Q                    | 13,31                   | 4.                      |
| Aleksandra Gaworska                                                                                       | 400 m przez płotki    | –             | –             | 57,53      | 2. Q       | –                       | –                       | 57,25                   | 4.                      |
| Joanna Linkiewicz                                                                                         | 400 m przez płotki    | –             | –             | 57,74      | 4. Q       | –                       | –                       | 55,90                   | srebro                  |
| Kamila Ciba Agata Forkasiewicz Małgorzata Kołdej Karolina Zagajewska                                      | 4 × 100 m             | –             | –             | 44,10      | 1. Q       | –                       | –                       | 44,19                   | srebro                  |
| Iga Baumgart Martyna Dąbrowska Aleksandra Gaworska Małgorzata Hołub Justyna Święty Patrycja Wyciszkiewicz | 4 × 400 m             | –             | –             | 3:32,62    | 2. Q       | –                       | –                       | 3:26,75                 | złoto                   |

| Zawodniczka       | Konkurencja    | Kwalifikacje | Kwalifikacje | Finał | Finał   |
| Zawodniczka       | Konkurencja    | Wynik        | Pozycja      | Wynik | Pozycja |
| ----------------- | -------------- | ------------ | ------------ | ----- | ------- |
| Kamila Przybyła   | skok o tyczce  | 4,00         | 1. Q         | 4,10  | 8.      |
| Justyna Śmietanka | skok o tyczce  | 4,00         | 1. Q         | 4,30  | 5.      |
| Paulina Guba      | pchnięcie kulą | 17,36        | 4. q         | 17,76 | brąz    |
| Klaudia Kardasz   | pchnięcie kulą | 17,23        | 5. q         | 17,90 | srebro  |
| Lidia Augustyniak | rzut dyskiem   | 53,14        | 10. q        | 52,91 | 9.      |
| Daria Zabawska    | rzut dyskiem   | 55,43        | 7. Q         | 56,58 | 4.      |
| Joanna Fiodorow   | rzut młotem    | 67,23        | 3. Q         | 71,33 | brąz    |
| Malwina Kopron    | rzut młotem    | 73,01        | 1. Q         | 76,85 | złoto   |
| Marcelina Witek   | rzut oszczepem | 57,71        | 4. q         | 63,31 | złoto   |

## Łucznictwo
Mężczyźni
| Zawodnik                                         | Konkurencja                 | Runda rankingowa | 1/48 finału  | 1/24 finału            | 1/16 finału            | 1/8 finału                                | Ćwierćfinał             | Półfinał                | Finał                   | Pozycja |
| ------------------------------------------------ | --------------------------- | ---------------- | ------------ | ---------------------- | ---------------------- | ----------------------------------------- | ----------------------- | ----------------------- | ----------------------- | ------- |
| Maciej Fałdziński                                | łuk klasyczny indywidualnie | 602 (62.)        | Teo 6–4      | Machnienko 3–7         | Nie zakwalifikował się | Nie zakwalifikował się                    | Nie zakwalifikował się  | Nie zakwalifikował się  | Nie zakwalifikował się  | 33.     |
| Adam Jurzak                                      | łuk klasyczny indywidualnie | 616 (54.)        | Hlahůlek 4–6 | Nie zakwalifikował się | Nie zakwalifikował się | Nie zakwalifikował się                    | Nie zakwalifikował się  | Nie zakwalifikował się  | Nie zakwalifikował się  | 57.     |
| Kacper Sierakowski                               | łuk klasyczny indywidualnie | 657 (15.)        | Wolny los    | McMenamy 6–0           | Rosli 6–2              | Kim 4–6                                   | Nie zakwalifikował się  | Nie zakwalifikował się  | Nie zakwalifikował się  | 9.      |
| Łukasz Przybylski                                | łuk bloczkowy indywidualnie | 679 (32.)        | –            | Aman 1409–14010        | Nie zakwalifikował się | Nie zakwalifikował się                    | Nie zakwalifikował się  | Nie zakwalifikował się  | Nie zakwalifikował się  | 33.     |
| Maciej Fałdziński Adam Jurzak Kacper Sierakowski | łuk klasyczny drużynowo     | 1875 (15.)       | –            | –                      | –                      | Chińskie Tajpej · Wei · Deng · Peng · 4–5 | Nie zakwalifikowali się | Nie zakwalifikowali się | Nie zakwalifikowali się | 9.      |

Kobiety
| Zawodniczka                                        | Konkurencja                 | Runda rankingowa | 1/48 finału  | 1/24 finału             | 1/16 finału             | 1/8 finału                                           | Ćwierćfinał             | Półfinał                | Finał                   | Pozycja |
| -------------------------------------------------- | --------------------------- | ---------------- | ------------ | ----------------------- | ----------------------- | ---------------------------------------------------- | ----------------------- | ----------------------- | ----------------------- | ------- |
| Joanna Rząsa                                       | łuk klasyczny indywidualnie | 629 (18.)        | Wolny los    | Kasak 6–0               | Pawliczenko 6–4         | Lee 0–6                                              | Nie zakwalifikowała się | Nie zakwalifikowała się | Nie zakwalifikowała się | 9.      |
| Magdalena Śmiałkowska                              | łuk klasyczny indywidualnie | 490 (55.)        | Chomapoy 2–6 | Nie zakwalifikowała się | Nie zakwalifikowała się | Nie zakwalifikowała się                              | Nie zakwalifikowała się | Nie zakwalifikowała się | Nie zakwalifikowała się | 57.     |
| Sylwia Zyzańska                                    | łuk klasyczny indywidualnie | 652 (6.)         | Wolny los    | Wolny los               | Gibilaro 6–0            | Miyaki 3–7                                           | Nie zakwalifikowała się | Nie zakwalifikowała się | Nie zakwalifikowała się | 9.      |
| Marija Szkolna                                     | łuk bloczkowy indywidualnie | 672 (22.)        | –            | Christina 142–139       | Vermeulen 140–136       | Sawienkowa 143–140                                   | Chen 142–146            | Nie zakwalifikowała się | Nie zakwalifikowała się | 5.      |
| Joanna Rząsa Magdalena Śmiałkowska Sylwia Zyzańska | łuk klasyczny drużynowo     | 1771 (12.)       | –            | –                       | –                       | Ukraina · Choczyna · Pawliczenko · Siczenikowa · 0–6 | Nie zakwalifikowały się | Nie zakwalifikowały się | Nie zakwalifikowały się | 9.      |

Mikst
| Zawodnik                           | Konkurencja   | Runda rankingowa | 1/8 finału              | Ćwierćfinał                              | Półfinał                | Finał                   | Pozycja |
| ---------------------------------- | ------------- | ---------------- | ----------------------- | ---------------------------------------- | ----------------------- | ----------------------- | ------- |
| Sylwia Zyzańska Kacper Sierakowski | łuk klasyczny | 1309 (4.)        | Longová / Hurban 6–0    | Valencia Trujillo / Nevárez Cárdenas 1–5 | Nie zakwalifikowali się | Nie zakwalifikowali się | 8.      |
| Marija Szkolna Łukasz Przybylski   | łuk bloczkowy | 1351 (11.)       | Blazek / Keller 148–146 | Bostan / Elmaağaçlı 144–155              | Nie zakwalifikowali się | Nie zakwalifikowali się | 8.      |

## Pływanie
Mężczyźni
| Zawodnik                                                                        | Konkurencja               | Eliminacje | Eliminacje | Półfinał               | Półfinał               | Finał                  | Finał                  |
| Zawodnik                                                                        | Konkurencja               | Wynik      | Pozycja    | Wynik                  | Pozycja                | Wynik                  | Pozycja                |
| ------------------------------------------------------------------------------- | ------------------------- | ---------- | ---------- | ---------------------- | ---------------------- | ---------------------- | ---------------------- |
| Konrad Czerniak                                                                 | 50 m stylem dowolnym      | 22,37      | 7. Q       | 22,32                  | 8. Q                   | 22,41                  | 8.                     |
| Filip Wypych                                                                    | 50 m stylem dowolnym      | 22,73      | 19.        | Nie zakwalifikował się | Nie zakwalifikował się | Nie zakwalifikował się | Nie zakwalifikował się |
| Kacper Majchrzak                                                                | 100 m stylem dowolnym     | 49,48      | 7. Q       | 48,68                  | 2. Q                   | 48,38                  | srebro                 |
| Paweł Sendyk                                                                    | 100 m stylem dowolnym     | 50,83      | 34.        | Nie zakwalifikował się | Nie zakwalifikował się | Nie zakwalifikował się | Nie zakwalifikował się |
| Kacper Majchrzak                                                                | 200 m stylem dowolnym     | 1:49,46    | 5. Q       | 1:47,91                | 4. Q                   | 1:46,19                | srebro                 |
| Mateusz Wysoczyński                                                             | 200 m stylem dowolnym     | 1:50,61    | 18.        | Nie zakwalifikował się | Nie zakwalifikował się | Nie zakwalifikował się | Nie zakwalifikował się |
| Krzysztof Pielowski                                                             | 1500 m stylem dowolnym    | 15:24,04   | 10.        | –                      | –                      | Nie zakwalifikował się | Nie zakwalifikował się |
| Rafał Bugdol                                                                    | 50 m stylem grzbietowym   | 26,06      | 23.        | Nie zakwalifikował się | Nie zakwalifikował się | Nie zakwalifikował się | Nie zakwalifikował się |
| Tomasz Polewka                                                                  | 50 m stylem grzbietowym   | 25,25      | 5. Q       | 25,11                  | 2. Q                   | 25,18                  | 5.                     |
| Rafał Bugdol                                                                    | 100 m stylem grzbietowym  | 56,87      | 33.        | Nie zakwalifikował się | Nie zakwalifikował się | Nie zakwalifikował się | Nie zakwalifikował się |
| Tomasz Polewka                                                                  | 100 m stylem grzbietowym  | 55,72      | 15. Q      | 55,28                  | 15.                    | Nie zakwalifikował się | Nie zakwalifikował się |
| Marcin Stolarski                                                                | 50 m stylem klasycznym    | 28,24      | 17.        | Nie zakwalifikował się | Nie zakwalifikował się | Nie zakwalifikował się | Nie zakwalifikował się |
| Filip Wypych                                                                    | 50 m stylem klasycznym    | 28,62      | 29.        | Nie zakwalifikował się | Nie zakwalifikował się | Nie zakwalifikował się | Nie zakwalifikował się |
| Marcin Stolarski                                                                | 100 m stylem klasycznym   | 1:01,22    | 10. Q      | 1:01,14                | 8. Q                   | 1:01,30                | 8.                     |
| Marcin Stolarski                                                                | 200 m stylem klasycznym   | 2:19,89    | 38.        | Nie zakwalifikował się | Nie zakwalifikował się | Nie zakwalifikował się | Nie zakwalifikował się |
| Konrad Czerniak                                                                 | 50 m stylem motylkowym    | 23,97      | 9. Q       | 23,76                  | 8. Q                   | 23,62                  | 5.                     |
| Michał Poprawa                                                                  | 50 m stylem motylkowym    | 24,50      | 29.        | Nie zakwalifikował się | Nie zakwalifikował się | Nie zakwalifikował się | Nie zakwalifikował się |
| Konrad Czerniak                                                                 | 100 m stylem motylkowym   | 53,16      | 11. Q      | 52,40                  | 5. Q                   | 52,00                  | 4.                     |
| Michał Poprawa                                                                  | 100 m stylem motylkowym   | 53,00      | 8. Q       | 52,82                  | 10.                    | Nie zakwalifikował się | Nie zakwalifikował się |
| Michał Poprawa                                                                  | 200 m stylem motylkowym   | 1:59,40    | 12. Q      | Wycofał się            | Wycofał się            | Nie zakwalifikował się | Nie zakwalifikował się |
| Michał Poprawa                                                                  | 200 m stylem zmiennym     | 2:01,59    | 5. Q       | 2:01,09                | 6. Q                   | 2:01,17                | 6.                     |
| Dawid Szwedzki                                                                  | 200 m stylem zmiennym     | 2:04,09    | 21.        | Nie zakwalifikował się | Nie zakwalifikował się | Nie zakwalifikował się | Nie zakwalifikował się |
| Dawid Szwedzki                                                                  | 400 m stylem zmiennym     | 4:18,43    | 4. Q       | –                      | –                      | 4:18,11                | 5.                     |
| Rafał Bugdol Konrad Czerniak Kacper Majchrzak Paweł Sendyk Mateusz Wysoczyński  | 4 × 100 m stylem dowolnym | 3:17,83    | 5. Q       | –                      | –                      | 3:16,43                | 4.                     |
| Rafał Bugdol Damian Goździk Kacper Majchrzak Michał Poprawa Mateusz Wysoczyński | 4 × 200 m stylem dowolnym | 7:25,34    | 8. Q       | –                      | –                      | 7:17,54                | 5.                     |
| Konrad Czerniak Kacper Majchrzak Michał Poprawa Tomasz Polewka Marcin Stolarski | 4 × 100 m stylem zmiennym | 3:38,34    | 5. Q       | –                      | –                      | 3:36,34                | 4.                     |
| Krzysztof Pielowski                                                             | 10 km na otwartym akwenie | –          | –          | –                      | –                      | 1:55:19,6              | brąz                   |

Kobiety
| Zawodniczka                                                      | Konkurencja               | Eliminacje       | Eliminacje       | Półfinał                | Półfinał                | Finał                   | Finał                   |
| Zawodniczka                                                      | Konkurencja               | Wynik            | Pozycja          | Wynik                   | Pozycja                 | Wynik                   | Pozycja                 |
| ---------------------------------------------------------------- | ------------------------- | ---------------- | ---------------- | ----------------------- | ----------------------- | ----------------------- | ----------------------- |
| Joanna Cieślak                                                   | 50 m stylem dowolnym      | 27,29            | 36.              | Nie zakwalifikowała się | Nie zakwalifikowała się | Nie zakwalifikowała się | Nie zakwalifikowała się |
| Anna Dowgiert                                                    | 50 m stylem dowolnym      | 25,66            | 10. Q            | 25,68                   | 13.                     | Nie zakwalifikowała się | Nie zakwalifikowała się |
| Joanna Cieślak                                                   | 100 m stylem dowolnym     | 57,74            | 28.              | Nie zakwalifikowała się | Nie zakwalifikowała się | Nie zakwalifikowała się | Nie zakwalifikowała się |
| Kalina Gralewska                                                 | 100 m stylem dowolnym     | 56,86            | 21.              | Nie zakwalifikowała się | Nie zakwalifikowała się | Nie zakwalifikowała się | Nie zakwalifikowała się |
| Joanna Cieślak                                                   | 200 m stylem dowolnym     | 2:08,60          | 39.              | Nie zakwalifikowała się | Nie zakwalifikowała się | Nie zakwalifikowała się | Nie zakwalifikowała się |
| Kalina Gralewska                                                 | 200 m stylem dowolnym     | 2:05,13          | 29.              | Nie zakwalifikowała się | Nie zakwalifikowała się | Nie zakwalifikowała się | Nie zakwalifikowała się |
| Milena Karpisz                                                   | 400 m stylem dowolnym     | 4:21,14          | 20.              | –                       | –                       | Nie zakwalifikowała się | Nie zakwalifikowała się |
| Justyna Burska                                                   | 800 m stylem dowolnym     | 8:56,42          | 17.              | –                       | –                       | Nie zakwalifikowała się | Nie zakwalifikowała się |
| Milena Karpisz                                                   | 800 m stylem dowolnym     | 8:48,88          | 14.              | –                       | –                       | Nie zakwalifikowała się | Nie zakwalifikowała się |
| Joanna Zachoszcz                                                 | 1500 m stylem dowolnym    | 17:03,64         | 12.              | –                       | –                       | Nie zakwalifikowała się | Nie zakwalifikowała się |
| Klaudia Naziębło                                                 | 50 m stylem grzbietowym   | 29,39            | 19.              | Nie zakwalifikowała się | Nie zakwalifikowała się | Nie zakwalifikowała się | Nie zakwalifikowała się |
| Alicja Tchórz                                                    | 50 m stylem grzbietowym   | 28,45            | 3. Q             | 28,39                   | 4. Q                    | 28,32                   | 5.                      |
| Klaudia Naziębło                                                 | 100 m stylem grzbietowym  | 1:02,04          | 17.              | Nie zakwalifikowała się | Nie zakwalifikowała się | Nie zakwalifikowała się | Nie zakwalifikowała się |
| Alicja Tchórz                                                    | 100 m stylem grzbietowym  | 1:01,14          | 7. Q             | 1:01,25                 | 9.                      | Nie zakwalifikowała się | Nie zakwalifikowała się |
| Klaudia Naziębło                                                 | 200 m stylem grzbietowym  | 2:14,18          | 11 Q             | 2:15,86                 | 15.                     | Nie zakwalifikowała się | Nie zakwalifikowała się |
| Alicja Tchórz                                                    | 200 m stylem grzbietowym  | 2:13,12          | 9. Q             | Wycofała się            | Wycofała się            | Nie zakwalifikowała się | Nie zakwalifikowała się |
| Dominika Sztandera                                               | 50 m stylem klasycznym    | 31,49            | 4. Q             | 31,78                   | 6. Q                    | 2:12,47                 | 6.                      |
| Dominika Sztandera                                               | 100 m stylem klasycznym   | 1:10,68          | 15. Q            | 1:11,56                 | 16.                     | Nie zakwalifikowała się | Nie zakwalifikowała się |
| Anna Dowgiert                                                    | 50 m stylem motylkowym    | 26,75            | 4. Q             | 26,40                   | 3. Q                    | 26,63                   | 5.                      |
| Klaudia Naziębło                                                 | 200 m stylem motylkowym   | 2:13,47          | 6. Q             | 2:11,95                 | 8. Q                    | 2:12,47                 | 6.                      |
| Paula Żukowska                                                   | 200 m stylem motylkowym   | 2:16,55          | 18.              | Nie zakwalifikowała się | Nie zakwalifikowała się | Nie zakwalifikowała się | Nie zakwalifikowała się |
| Alicja Tchórz                                                    | 200 m stylem zmiennym     | Nie wystartowała | Nie wystartowała | Nie zakwalifikowała się | Nie zakwalifikowała się | Nie zakwalifikowała się | Nie zakwalifikowała się |
| Paula Żukowska                                                   | 200 m stylem zmiennym     | 2:17,93          | 15. Q            | 2:17,24                 | 13.                     | Nie zakwalifikowała się | Nie zakwalifikowała się |
| Paula Żukowska                                                   | 400 m stylem zmiennym     | 4:48,55          | 11.              | –                       | –                       | Nie zakwalifikowała się | Nie zakwalifikowała się |
| Joanna Cieślik Anna Dowgiert Kalina Gralewska Dominika Sztandera | 4 × 100 m stylem dowolnym | 3:46,95          | 10.              | –                       | –                       | Nie zakwalifikowały się | Nie zakwalifikowały się |
| Justyna Burska Joanna Cieślak Kalina Gralewska Paula Żukowska    | 4 × 200 m stylem dowolnym | Dyskwalifikacja  | Dyskwalifikacja  | –                       | –                       | Nie zakwalifikowały się | Nie zakwalifikowały się |
| Anna Dowgiert Klaudia Naziębło Dominika Sztandera Alicja Tchórz  | 4 × 100 m stylem zmiennym | 4:07,52          | 6. Q             | –                       | –                       | 4:05,95                 | 8.                      |
| Justyna Burska                                                   | 10 km na otwartym akwenie | –                | –                | –                       | –                       | Nie ukończyła           | Nie ukończyła           |
| Joanna Zachoszcz                                                 | 10 km na otwartym akwenie | –                | –                | –                       | –                       | 2:05:32,7               | 10.                     |

## Podnoszenie ciężarów
Mężczyźni
| Zawodnik          | Konkurencja | Rwanie | Rwanie  | Podrzut | Podrzut | Dwubój | Dwubój  |
| Zawodnik          | Konkurencja | Wynik  | Pozycja | Wynik   | Pozycja | Wynik  | Pozycja |
| ----------------- | ----------- | ------ | ------- | ------- | ------- | ------ | ------- |
| Szymon Rotnicki   | –69 kg      | 125    | 14.     | 149     | 13.     | 274    | 13.     |
| Damian Szczepanik | –85 kg      | 145    | 11.     | 180     | 6.      | 325    | 7.      |
| Adrian Pawlicki   | –94 kg      | 145    | 14.     | 185     | 13.     | 330    | 13.     |
| Przemysław Budek  | +105 kg     | 175    | 5.      | 210     | 6.      | 385    | 5.      |

Kobiety
| Zawodniczka         | Konkurencja | Rwanie | Rwanie  | Podrzut | Podrzut | Dwubój | Dwubój  |
| Zawodniczka         | Konkurencja | Wynik  | Pozycja | Wynik   | Pozycja | Wynik  | Pozycja |
| ------------------- | ----------- | ------ | ------- | ------- | ------- | ------ | ------- |
| Monika Dzienis      | –63 kg      | 84     | 11.     | 94      | 19.     | 178    | 17.     |
| Patrycja Piechowiak | –69 kg      | 92     | 7.      | 110     | 13.     | 202    | 10.     |

## Skoki do wody
Mężczyźni
| Zawodnik                        | Konkurencja                   | Eliminacje | Eliminacje | Półfinał               | Półfinał               | Finał                  | Finał                  |
| Zawodnik                        | Konkurencja                   | Wynik      | Pozycja    | Wynik                  | Pozycja                | Wynik                  | Pozycja                |
| ------------------------------- | ----------------------------- | ---------- | ---------- | ---------------------- | ---------------------- | ---------------------- | ---------------------- |
| Kacper Lesiak                   | trampolina 1 m                | 208,75     | 24.        | Nie zakwalifikował się | Nie zakwalifikował się | Nie zakwalifikował się | Nie zakwalifikował się |
| Andrzej Rzeszutek               | trampolina 1 m                | 340,25     | 14. R      | Nie zakwalifikował się | Nie zakwalifikował się | Nie zakwalifikował się | Nie zakwalifikował się |
| Kacper Lesiak                   | trampolina 3 m                | 313,05     | 25.        | Nie zakwalifikował się | Nie zakwalifikował się | Nie zakwalifikował się | Nie zakwalifikował się |
| Andrzej Rzeszutek               | trampolina 3 m                | 390,65     | 9. Q       | 396,00                 | 11. Q                  | 377,30                 | 12.                    |
| Kacper Lesiak Andrzej Rzeszutek | trampolina 3 m synchronicznie | –          | –          | –                      | –                      | 353,40                 | 7.                     |
| Polska                          | klasyfikacja drużynowa        | –          | –          | –                      | –                      | 1693,60                | 8.                     |

## Szermierka
Mężczyźni
| Zawodnik                                                                | Konkurencja          | Faza grupowa | 1/64 finału            | 1/32 finału            | 1/16 finału                                    | 1/8 finału                                     | Ćwierćfinał             | Półfinał                | Finał                   | Pozycja |
| ----------------------------------------------------------------------- | -------------------- | ------------ | ---------------------- | ---------------------- | ---------------------------------------------- | ---------------------------------------------- | ----------------------- | ----------------------- | ----------------------- | ------- |
| Bartosz Cegielski                                                       | floret indywidualnie | 3–2 (28.)    | –                      | Howhanesjan 15–6       | Czuczukało 9–15                                | Nie zakwalifikował się                         | Nie zakwalifikował się  | Nie zakwalifikował się  | Nie zakwalifikował się  | 26.     |
| Ludwik de Bazelaire                                                     | floret indywidualnie | 1–5 (55.)    | –                      | Nie zakwalifikował się | Nie zakwalifikował się                         | Nie zakwalifikował się                         | Nie zakwalifikował się  | Nie zakwalifikował się  | Nie zakwalifikował się  | 55.     |
| Jakub Surwiłło                                                          | floret indywidualnie | 2–4 (49.)    | –                      | Marques 14–15          | Nie zakwalifikował się                         | Nie zakwalifikował się                         | Nie zakwalifikował się  | Nie zakwalifikował się  | Nie zakwalifikował się  | 49.     |
| Maxime Tarasiewicz                                                      | floret indywidualnie | 4–2 (22.)    | –                      | Hercyk 8–15            | Nie zakwalifikował się                         | Nie zakwalifikował się                         | Nie zakwalifikował się  | Nie zakwalifikował się  | Nie zakwalifikował się  | 34.     |
| Maciej Bielec                                                           | szpada indywidualnie | 1–4 (75.)    | Nie zakwalifikował się | Nie zakwalifikował się | Nie zakwalifikował się                         | Nie zakwalifikował się                         | Nie zakwalifikował się  | Nie zakwalifikował się  | Nie zakwalifikował się  | 75.     |
| Filip Broniszewski                                                      | szpada indywidualnie | 4–2 (35.)    | Wolny los              | Tychler 15–9           | Rubeš 15–13                                    | Pittet 15–13                                   | Turnau 15–8             | Bida 5–15               | Nie zakwalifikował się  | brąz    |
| Daniel Marcol                                                           | szpada indywidualnie | 2–4 (71.)    | Johnston Leyer 11–15   | Nie zakwalifikował się | Nie zakwalifikował się                         | Nie zakwalifikował się                         | Nie zakwalifikował się  | Nie zakwalifikował się  | Nie zakwalifikował się  | 72.     |
| Jan Wenglarczyk                                                         | szpada indywidualnie | 4–2 (31.)    | Wolny los              | Marchal 10–15          | Nie zakwalifikował się                         | Nie zakwalifikował się                         | Nie zakwalifikował się  | Nie zakwalifikował się  | Nie zakwalifikował się  | 44.     |
| Mikołaj Grzegorek                                                       | szabla indywidualnie | 2–3 (45)     | –                      | D’Armiento 15–12       | Yıldırım 8–15                                  | Nie zakwalifikował się                         | Nie zakwalifikował się  | Nie zakwalifikował się  | Nie zakwalifikował się  | 31.     |
| Jakub Jaskot                                                            | szabla indywidualnie | 1–4 (52)     | –                      | Yıldırım 7–15          | Nie zakwalifikował się                         | Nie zakwalifikował się                         | Nie zakwalifikował się  | Nie zakwalifikował się  | Nie zakwalifikował się  | 52.     |
| Krzysztof Kaczkowski                                                    | szabla indywidualnie | 0–5 (63)     | –                      | Nie zakwalifikował się | Nie zakwalifikował się                         | Nie zakwalifikował się                         | Nie zakwalifikował się  | Nie zakwalifikował się  | Nie zakwalifikował się  | 63.     |
| Jakub Ociński                                                           | szabla indywidualnie | 3–1 (31)     | –                      | Fotouhi 11–15          | Nie zakwalifikował się                         | Nie zakwalifikował się                         | Nie zakwalifikował się  | Nie zakwalifikował się  | Nie zakwalifikował się  | 39.     |
| Bartosz Cegielski Ludwik de Bazelaire Jakub Surwiłło Maxime Tarasiewicz | floret drużynowo     | –            | –                      | –                      | –                                              | Hongkong · Chan · Choi · O · 38–45             | Nie zakwalifikowali się | Nie zakwalifikowali się | Nie zakwalifikowali się | 9.      |
| Maciej Bielec Filip Broniszewski Daniel Marcol Jan Wenglarczyk          | szpada drużynowo     | –            | –                      | –                      | Portugalia · Bartissol · Charreu · Rod · 45–38 | Japonia · Kano · Narita · Yamada · 29–31       | Nie zakwalifikowali się | Nie zakwalifikowali się | Nie zakwalifikowali się | 15.     |
| Mikołaj Grzegorek Jakub Jaskot Krzysztof Kaczkowski Jakub Ociński       | szabla drużynowo     | –            | –                      | –                      | –                                              | Węgry · Iliász · Péch · Puy · Szatmári · 23–45 | Nie zakwalifikowali się | Nie zakwalifikowali się | Nie zakwalifikowali się | 10.     |

Kobiety
| Zawodniczka                                                        | Konkurencja          | Faza grupowa | 1/64 finału | 1/32 finału         | 1/16 finału             | 1/8 finału                                        | Ćwierćfinał                                       | Półfinał                                             | Finał/o 3. miejsce                                         | Pozycja |
| ------------------------------------------------------------------ | -------------------- | ------------ | ----------- | ------------------- | ----------------------- | ------------------------------------------------- | ------------------------------------------------- | ---------------------------------------------------- | ---------------------------------------------------------- | ------- |
| Julia Chrzanowska                                                  | floret indywidualnie | 3–3 (39.)    | –           | Ondarts 15–7        | Cecchini 15–11          | Monaco 7–15                                       | Nie zakwalifikowała się                           | Nie zakwalifikowała się                              | Nie zakwalifikowała się                                    | 16.     |
| Martyna Jelińska                                                   | floret indywidualnie | 5–0 (3.)     | –           | Wolny los           | Xu 8–15                 | Nie zakwalifikowała się                           | Nie zakwalifikowała się                           | Nie zakwalifikowała się                              | Nie zakwalifikowała się                                    | 18.     |
| Hanna Łyczbińska                                                   | floret indywidualnie | 5–1 (6.)     | –           | Wolny los           | Cellerová 15–3          | Kreiss 9–15                                       | Nie zakwalifikowała się                           | Nie zakwalifikowała się                              | Nie zakwalifikowała się                                    | 9.      |
| Julia Walczyk                                                      | floret indywidualnie | 6–1 (1.)     | –           | Wolny los           | Calissi 11–15           | Nie zakwalifikowała się                           | Nie zakwalifikowała się                           | Nie zakwalifikowała się                              | Nie zakwalifikowała się                                    | 17.     |
| Kamila Pytka                                                       | szpada indywidualnie | 4–2 (35.)    | Wolny los   | VanBenthuysen 15–10 | Choi 15–8               | Foietta 9–7                                       | Song 9–8                                          | Panteljejewa 14–13                                   | Zamachowska 8–15                                           | srebro  |
| Barbara Rutz                                                       | szpada indywidualnie | 6–6 (3.)     | Wolny los   | Shiraishi 11–15     | Nie zakwalifikowała się | Nie zakwalifikowała się                           | Nie zakwalifikowała się                           | Nie zakwalifikowała się                              | Nie zakwalifikowała się                                    | 33.     |
| Martyna Swatowska                                                  | szpada indywidualnie | 5–1 (13.)    | Wolny los   | Hark 15–11          | Beżura 15–14            | Zamachowska 7–15                                  | Nie zakwalifikowała się                           | Nie zakwalifikowała się                              | Nie zakwalifikowała się                                    | 10.     |
| Aleksandra Zamachowska                                             | szpada indywidualnie | 4–2 (28.)    | Wolny los   | Komarowa 15–11      | Shiraishi 15–11         | Swatowska 15–7                                    | Linde 15–5                                        | Marzani 15–10                                        | Pytka 15–8                                                 | złoto   |
| Katarzyna Kędziora                                                 | szabla indywidualnie | 3–3 (29.)    | –           | Manunya 15–10       | Emura 11–15             | Nie zakwalifikowała się                           | Nie zakwalifikowała się                           | Nie zakwalifikowała się                              | Nie zakwalifikowała się                                    | 28.     |
| Martyna Komisarczyk                                                | szabla indywidualnie | 5–1 (6.)     | –           | Wolny los           | Yoon 15–14              | Rifkiss 11–15                                     | Nie zakwalifikowała się                           | Nie zakwalifikowała się                              | Nie zakwalifikowała się                                    | 10.     |
| Marta Puda                                                         | szabla indywidualnie | 3–3 (25.)    | –           | Navarria 13–15      | Nie zakwalifikowała się | Nie zakwalifikowała się                           | Nie zakwalifikowała się                           | Nie zakwalifikowała się                              | Nie zakwalifikowała się                                    | 33.     |
| Angelika Wątor                                                     | szabla indywidualnie | 3–3 (30.)    | –           | Palmedo 15–8        | Mormile 11–15           | Nie zakwalifikowała się                           | Nie zakwalifikowała się                           | Nie zakwalifikowała się                              | Nie zakwalifikowała się                                    | 29.     |
| Julia Chrzanowska Martyna Jelińska Hanna Łyczbińska Julia Walczyk  | floret drużynowo     | –            | –           | –                   | –                       | Indie · Awati · Kajal · Patil · Sagolsem · 45–18  | Chiny · Kang · Li · Xu · 45–24                    | Rosja · Alborowa · Jelesina · Pirjewa · 39–40        | Węgry · Kondricz · Kreiss · Lupkovics · 45–31              | brąz    |
| Kamila Pytka Barbara Rutz Martyna Swatowska Aleksandra Zamachowska | szpada drużynowo     | –            | –           | –                   | Wolny los               | Estonia · Hark · Paju · Salm · 45–40              | Rosja · Chrapina · Komarowa · Ochotnikowa · 41–40 | Ukraina · Beżura · Panteljejewa · Poczkałowa · 38–45 | Francja · Candassamy · Épée · Louis Marie · 45–36          | brąz    |
| Katarzyna Kędziora Martyna Komisarczyk Marta Puda Angelika Wątor   | szabla drużynowo     | –            | –           | –                   | –                       | Iran · Bagherzadeh · Barzegar · Sazanjian · 45–44 | Włochy · Ciaraglia · Mormile · Navarria · 45–40   | Węgry · Katona · Márton · Mikulik · Záhonyi · 36–45  | Francja · Gimalac · Quéroli · Rifkiss · Taillandie · 44–45 | 4.      |

## Taekwondo
Mężczyźni
| Zawodnik                                                           | Konkurencja       | 1/32 finału     | 1/16 finału                                                                    | 1/8 finału                                                 | Ćwierćfinał                                                          | Półfinał                | Finał                   | Pozycja |
| ------------------------------------------------------------------ | ----------------- | --------------- | ------------------------------------------------------------------------------ | ---------------------------------------------------------- | -------------------------------------------------------------------- | ----------------------- | ----------------------- | ------- |
| Mateusz Nowak                                                      | –58 kg            | Wolny los       | Melki 8–23                                                                     | Nie zakwalifikował się                                     | Nie zakwalifikował się                                               | Nie zakwalifikował się  | Nie zakwalifikował się  | 17.     |
| Jarosław Mecmajer                                                  | –63 kg            | Wolny los       | Ałaljew 15–13                                                                  | Bağlar 20–13                                               | Guzman 3–17                                                          | Nie zakwalifikował się  | Nie zakwalifikował się  | 5.      |
| Jakub Posadzy                                                      | –68 kg            | Faraje 18–17    | Huang 4–25                                                                     | Nie zakwalifikował się                                     | Nie zakwalifikował się                                               | Nie zakwalifikował się  | Nie zakwalifikował się  | 17.     |
| Mikołaj Szaferski                                                  | –74 kg            | Wolny los       | Dantas a Reis 11–13                                                            | Nie zakwalifikował się                                     | Nie zakwalifikował się                                               | Nie zakwalifikował się  | Nie zakwalifikował się  | 17.     |
| Karol Hołubowicz                                                   | –80 kg            | Fernandes 10–11 | Nie zakwalifikował się                                                         | Nie zakwalifikował się                                     | Nie zakwalifikował się                                               | Nie zakwalifikował się  | Nie zakwalifikował się  | 33.     |
| Bartosz Kołecki                                                    | –87 kg            | –               | Wolny los                                                                      | Šep 22–14                                                  | Soumare 17–15                                                        | Lee 6–13                | Nie zakwalifikował się  | brąz    |
| Karol Hołubowicz Jarosław Mecmajer Jakub Posadzy Mikołaj Szaferski | kyorugi drużynowo | –               | Brazylia · Dantas a Reis · Martins Soares · da Silva · Torres Teixeira · 27–25 | Mongolia · Aczitchuu · Enchbold · Mołom · Purewjaw · 26–24 | Kazachstan · Abdikalijew · Dujsiebaj · Kalibiekuły · Mamajew · 21–22 | Nie zakwalifikowali się | Nie zakwalifikowali się | 5.      |

Kobiety
| Zawodniczka                                                                         | Konkurencja       | 1/16 finału | 1/8 finału                                      | Ćwierćfinał                                 | Półfinał                                                                          | Finał                                                             | Pozycja |
| ----------------------------------------------------------------------------------- | ----------------- | ----------- | ----------------------------------------------- | ------------------------------------------- | --------------------------------------------------------------------------------- | ----------------------------------------------------------------- | ------- |
| Justyna Pałaszewska                                                                 | –49 kg            | Ilczyk 3–4  | Nie zakwalifikowała się                         | Nie zakwalifikowała się                     | Nie zakwalifikowała się                                                           | Nie zakwalifikowała się                                           | 17.     |
| Hanna Okoniewska                                                                    | –53 kg            | Kaidi 30–8  | Chambers 1–3                                    | Nie zakwalifikowała się                     | Nie zakwalifikowała się                                                           | Nie zakwalifikowała się                                           | 9.      |
| Patrycja Adamkiewicz                                                                | –57 kg            | Wolny los   | Tuladhar 27–0                                   | Czełochsajewa 4–5                           | Nie zakwalifikowała się                                                           | Nie zakwalifikowała się                                           | 5.      |
| Magdalena Leporowska                                                                | –62 kg            | Wolny los   | Yaman 2–15                                      | Nie zakwalifikowała się                     | Nie zakwalifikowała się                                                           | Nie zakwalifikowała się                                           | 9.      |
| Anika Godel                                                                         | –67 kg            | Wolny los   | Mirhosseini wycofała się                        | Nie zakwalifikowała się                     | Nie zakwalifikowała się                                                           | Nie zakwalifikowała się                                           | 9.      |
| Aleksandra Krzemieniecka                                                            | –73 kg            | Wolny los   | Bao 24–11                                       | Bulut 4–6                                   | Nie zakwalifikowała się                                                           | Nie zakwalifikowała się                                           | 5.      |
| Aleksandra Kowalczuk                                                                | +73 kg            | Wolny los   | Bardaczenko 16–6                                | Barua 23–2                                  | Adamić-Golić 6–1                                                                  | An 8–10                                                           | srebro  |
| Patrycja Adamkiewicz Aleksandra Krzemieniecka Magdalena Leporowska Hanna Okoniewska | kyorugi drużynowo | –           | Francja · Adidou · Akrimi · Blé · Célin · 18–16 | Węgry · Gonda · Kotsis · Patakfalvy · 13–12 | Meksyk · García de León · Heredia Tamez · Oviedo Cárdenas · Armería Vecchi · 10–8 | Serbia · Radmilović · Bajić · Bogdanović · Jović Vujaković · 5–36 | srebro  |

## Tenis stołowy
Mężczyźni
| Zawodnik                                                        | Konkurencja | Faza grupowa                    | Faza grupowa                              | Faza grupowa                            | 1/64 finału | 1/32 finału        | 1/16 finału             | 1/8 finału                                | Ćwierćfinał                                  | Półfinał                | Finał                   | Pozycja |
| --------------------------------------------------------------- | ----------- | ------------------------------- | ----------------------------------------- | --------------------------------------- | ----------- | ------------------ | ----------------------- | ----------------------------------------- | -------------------------------------------- | ----------------------- | ----------------------- | ------- |
| Michał Bańkosz                                                  | singiel     | Lara Escalante 3–2              | Wang 3–0                                  | –                                       | –           | Manhani Junior 0–4 | Nie zakwalifikował się  | Nie zakwalifikował się                    | Nie zakwalifikował się                       | Nie zakwalifikował się  | Nie zakwalifikował się  |         |
| Piotr Chodorski                                                 | singiel     | Plog 3–0                        | Boyajian 3–0                              | –                                       | –           | Ryuzaki 4–2        | Ham 4–3                 | Chen 0–4                                  | Nie zakwalifikował się                       | Nie zakwalifikował się  | Nie zakwalifikował się  |         |
| Patryk Zatówka                                                  | singiel     | Libene 3–0                      | Wang 3–0                                  | –                                       | –           | Duffy 4–1          | Pak 1–4                 | Nie zakwalifikował się                    | Nie zakwalifikował się                       | Nie zakwalifikował się  | Nie zakwalifikował się  |         |
| Michał Bańkosz Piotr Chodorski                                  | debel       | –                               | –                                         | –                                       | Wolny los   | Poon / Wong 3–1    | Morizono / Oshima 0–3   | Nie zakwalifikowali się                   | Nie zakwalifikowali się                      | Nie zakwalifikowali się | Nie zakwalifikowali się |         |
| Paweł Fertikowski Patryk Zatówka                                | debel       | –                               | –                                         | –                                       | Wolny los   | Choe / Pak 0–3     | Nie zakwalifikowali się | Nie zakwalifikowali się                   | Nie zakwalifikowali się                      | Nie zakwalifikowali się | Nie zakwalifikowali się |         |
| Michał Bańkosz Piotr Chodorski Paweł Fertikowski Patryk Zatówka | drużynowo   | Kanada · Ho · Lu · Pintea · 3–0 | Korea Południowa · Jang · Lim · Kim · 1–3 | Australia · Duffy · Hu · Townsend · 3–2 | –           | –                  | –                       | Szwecja · Kjellson · Perman · Rööse · 3–0 | Chińskie Tajpej · Chiang · Chen · Liao · 0–3 | Nie zakwalifikowali się | Nie zakwalifikowali się | 5.      |

Kobiety
| Zawodniczka                                     | Konkurencja | Faza grupowa                    | Faza grupowa                     | Faza grupowa                       | 1/32 finału             | 1/16 finału             | 1/8 finału                                     | Ćwierćfinał                              | Półfinał                | Finał                   | Pozycja |
| ----------------------------------------------- | ----------- | ------------------------------- | -------------------------------- | ---------------------------------- | ----------------------- | ----------------------- | ---------------------------------------------- | ---------------------------------------- | ----------------------- | ----------------------- | ------- |
| Natalia Bajor                                   | singiel     | Ang 2–3                         | Sadek 3–0                        | –                                  | Nie zakwalifikowała się | Nie zakwalifikowała się | Nie zakwalifikowała się                        | Nie zakwalifikowała się                  | Nie zakwalifikowała się | Nie zakwalifikowała się |         |
| Klaudia Kusińska                                | singiel     | Banda 3–0                       | Lui 3–0                          | –                                  | Guan 4–2                | Chen 1–4                | Nie zakwalifikowała się                        | Nie zakwalifikowała się                  | Nie zakwalifikowała się | Nie zakwalifikowała się |         |
| Roksana Załomska                                | singiel     | Diendorfer 3–0                  | Yamamoto 0–3                     | –                                  | Nie zakwalifikowała się | Nie zakwalifikowała się | Nie zakwalifikowała się                        | Nie zakwalifikowała się                  | Nie zakwalifikowała się | Nie zakwalifikowała się |         |
| Natalia Bajor Roksana Załomska                  | debel       | –                               | –                                | –                                  | Konsbruck / Stammet 3–0 | Wu / Zhang walkower     | Nie zakwalifikowały się                        | Nie zakwalifikowały się                  | Nie zakwalifikowały się | Nie zakwalifikowały się | 17.     |
| Natalia Bajor Klaudia Kusińska Roksana Załomska | drużynowo   | Kanada · Guo · Liaw · Luo · 3–0 | Singapur · Ang · Lim · Lam · 3–0 | Australia · Tan · To · Zhang · 3–0 | –                       | –                       | Austria · Diendorfer · Pfeffer · Mischek · 3–0 | Japonia · Ando · Narumoto · Suzuki · 0–3 | Nie zakwalifikowały się | Nie zakwalifikowały się | 5.      |

Mikst
| Zawodnik                        | Konkurencja | 1/64 finału | 1/32 finału                  | 1/16 finału             | 1/8 finału              | Ćwierćfinał             | Półfinał                | Finał                   | Pozycja |
| ------------------------------- | ----------- | ----------- | ---------------------------- | ----------------------- | ----------------------- | ----------------------- | ----------------------- | ----------------------- | ------- |
| Michał Bańkosz Roksana Załomska | mikst       | Wolny los   | Pak / Kim 0–3                | Nie zakwalifikowali się | Nie zakwalifikowali się | Nie zakwalifikowali się | Nie zakwalifikowali się | Nie zakwalifikowali się | 33.     |
| Piotr Chodorski Natalia Bajor   | mikst       | Wolny los   | Kiełbuganow / Alimbajewa 3–0 | Jang / Jeon 0–3         | Nie zakwalifikowali się | Nie zakwalifikowali się | Nie zakwalifikowali się | Nie zakwalifikowali się | 17.     |

## Tenis ziemny
Mężczyźni
| Zawodnik                     | Konkurencja                   | 1/64 finału | 1/32 finału | 1/16 finału            | 1/8 finału                   | Ćwierćfinał             | Półfinał                | Finał                   | Pozycja |
| ---------------------------- | ----------------------------- | ----------- | ----------- | ---------------------- | ---------------------------- | ----------------------- | ----------------------- | ----------------------- | ------- |
| Kamil Gajewski               | singiel (turniej pocieszenia) | –           | Wolny los   | González 2–0           | Tamagnone 2–0                | Byreddy Walkower        | Maritz 2–0              | Kobayashi krecz         | –       |
| Piotr Matuszewski            | singiel                       | Wolny los   | Fakih 2–0   | Ofner 0–2              | Nie zakwalifikował się       | Nie zakwalifikował się  | Nie zakwalifikował się  | Nie zakwalifikował się  | 17.     |
| Szymon Walków                | singiel                       | Wolny los   | Ortega 1–2  | Nie zakwalifikował się | Nie zakwalifikował się       | Nie zakwalifikował się  | Nie zakwalifikował się  | Nie zakwalifikował się  | –       |
| Kamil Gajewski Szymon Walków | debel                         | –           | –           | Soemarno / Ramdani 2–0 | Findel-Hawkins / Johnson 0–2 | Nie zakwalifikowali się | Nie zakwalifikowali się | Nie zakwalifikowali się | 9.      |

Kobiety
| Zawodniczka                      | Konkurencja | 1/64 finału | 1/32 finału   | 1/16 finału           | 1/8 finału              | Ćwierćfinał             | Półfinał                | Finał                   | Pozycja |
| -------------------------------- | ----------- | ----------- | ------------- | --------------------- | ----------------------- | ----------------------- | ----------------------- | ----------------------- | ------- |
| Paulina Czarnik                  | singiel     | Wolny los   | Parajová 2–0  | Kahfiani 2–0          | Rodríguez 0–2           | Nie zakwalifikowała się | Nie zakwalifikowała się | Nie zakwalifikowała się | 9.      |
| Justyna Jegiołka                 | singiel     | Wolny los   | Almahafza 2–0 | Mendesová 0–2         | Nie zakwalifikowała się | Nie zakwalifikowała się | Nie zakwalifikowała się | Nie zakwalifikowała się | 17.     |
| Paulina Czarnik Justyna Jegiołka | debel       | –           | –             | Montiel / Surraco 2–0 | Chong / Ip 0–2          | Nie zakwalifikowały się | Nie zakwalifikowały się | Nie zakwalifikowały się | 9.      |

Mikst
| Zawodnik                        | Konkurencja | 1/32 finału | 1/16 finału             | 1/8 finału           | Ćwierćfinał             | Półfinał                | Finał                   | Pozycja |
| ------------------------------- | ----------- | ----------- | ----------------------- | -------------------- | ----------------------- | ----------------------- | ----------------------- | ------- |
| Kamil Gajewski Justyna Jegiołka | mikst       | Wolny los   | Aranguren / Surraco 2–0 | Košec / Parajová 0–2 | Nie zakwalifikowali się | Nie zakwalifikowali się | Nie zakwalifikowali się | 9.      |